# 黒岩重吾
黒岩 重吾（くろいわ じゅうご、1924年2月25日 - 2003年3月7日）は、日本の小説家。社会派推理小説、風俗小説、古代史を題材にした歴史小説で活躍した。

## 生涯と作品

### 生い立ち・青年時代
大阪市生まれ。父方の祖先は和歌山県新宮市の廻船問屋。父は大同電力の電気技師、母は植村正久の弟子の牧師で名古屋の金城女学校で教頭も務めた池田勤之助の娘で、重吾は安治川発電所の社宅で生まれた。小学生の頃はキリスト教の日曜学校に通わされたが、結局信者にはならなかった。大阪の府立中学受験に失敗し、旧制宇陀中学（現・奈良県立大宇陀高等学校）に入学し、4年で終了して同志社大学の予科に入学。同志社大学在学中に学徒出陣し、北満に出征する。
ソ連国境に近い綏芬河の町で終戦を迎え、厳しい逃避行の末、1946年に朝鮮に辿り着き、内地へ帰還した。この時の体験が創作の原点になる。同志社大学復学して、弁護士を目指して法学部入学し、闇ブローカー業も行いながら1947年卒業。この頃太宰治や織田作之助を愛読した。日本勧業証券（現みずほ証券）に入社。
1949年に「北満病棟記」を書き、『週刊朝日』の記録文学コンクールに入選、以後作家を志して中短編を書き溜めながら、同人誌「文学者」のグループに参加した。『サンデー毎日』の千葉亀雄賞に珊瑚十五のペンネームで応募した「虚数と詩人」が選外佳作。ドッジ政策により株相場で大失敗し、家財を売り払って株の情報屋となり、次いで「証券新報」設立に参加する。
1953年、悪食を試み、腐った肉を食べたことで小児麻痺を発病し、子供の頃からのかかりつけの中之島の回生病院に入院。以後3年間入院生活を送り、その間大学ノートで小説を書き続け、また退院後も脚に後遺症が残った。その間にスターリン暴落で多額の借金も抱えて、父の家や和歌山の祖父の土地も売り払った。帰るべきところがなくなったために、退院後は釜ヶ崎（あいりん地区）のドヤ街、飛田商店街に近い東田町に移り住み、トランプ占い、キャバレーの呼び込み、「水道産業新聞」編集長などさまざまな職業を経験。飛田の娼婦たちとも顔なじみになる。キャバレーの宣伝の仕事でホステス募集のキャッチフレーズを書く仕事をしていたせいで、小説の題名を考えるのが上手くなったという。夕刊紙のコントやラジオ小説に応募をして収入を得て、また闘病記を婦人雑誌に採用され原稿料を受け取ったが掲載はされなかった。

### 作家活動
1958年に「ネオンと三角帽子」が『サンデー毎日』大衆文芸コンクールに入選、発表。1959年源氏鶏太の紹介で司馬遼太郎と知り合い「近代説話」の同人となり、1960年に「青い火花」が「週刊朝日」「宝石」共催の懸賞に佳作入選。この選考委員だった中島河太郎の紹介で、企業の内幕を題材にした本格的な推理小説『休日の断崖』を書き下ろしで刊行し、直木賞候補となる。
翌1961年に釜ヶ崎を舞台にした多様な人間模様に取り組んだ『背徳のメス』で直木賞を受賞。続いて社会企業の問題を取り上げた『真昼の罠』『脂のしたたり』などを発表、松本清張に続く社会派推理小説作家として、「現代人の孤独と陥没の意識にふれる」作品で注目された。やがて「西成モノ」を主に、金銭欲・権力欲に捕らわれた人間の内面を巧みに抉った風俗小説、普通小説作家として活躍した。売れっ子となってからは月に七、八百の執筆をこなしていた。また推理小説については当時「なぞの意味を、トリックや犯人当てに限らず、社会のなぞを、人間のなぞを推理的に追求していくのも、推理小説に入れていただくならば、私は社会派推理作家なる言葉を誇りたい」と語っている。1962年9月には山中湖事件を取材中に突然上半身麻痺を起こし、飛行機で大阪に運ばれて3ヶ月入院したが、その間も長編の連載は休まなかった。
1963年、日本推理作家協会関西支部長に就任。『裸の背徳者』や、戦災孤児をテーマにした全5部の大作『さらば星座』などの作品がある。従軍時の体験をもとにした戦地小説として短編「兵隊と人間の間」「相剋」執筆。1960年代からはヨーロッパやハワイなど海外に足を運び、「シャンゼリゼ裏通り」（1973年）、「サンマルタン運河」（1974年）、「アムスのじゃが芋」（1975年）、「セーヌ川の畔」（1976年）などの海外を舞台にした短編も執筆。株の知識が活かされた、企業を舞台にした小説『大いなる変身』もある。夫の愛人の存在に苦しむ妻を描いた短編「夜の波」（1967年）は、中国語版『日本当代短篇小説選』（莽永彬訳、1982年）に収録され、「黒岩作品の主人公生き方や作品に流れる人間の悲しさ、正義感などに感銘、単なる風俗小説ではない」と評された。今東光に縁のある作家による野良犬会に参加。1日100本以上吸うヘビースモーカーだったが、1970年頃に東京のホテルで倒れたのを機に、柴田錬三郎に「誓いを破ったなら、軽蔑して絶交してほしい」と宣言して禁煙し、10年後から量を減らして喫煙を再開したがこれもやめてしまった。

### 古代史小説
1970年代後半から、以前より関心のあった古代史を舞台にした歴史小説の執筆を始める。少年時代に百舌鳥古墳群、古市古墳群など古代史の舞台となった場所で遊んで育ち、宇陀中学では当時「わが校は日本発祥の地にある」と強調されており、また飛鳥を中心にして古墳を利用するなどの軍事練習をしていたこと、1972年の高松塚古墳壁画の発見を契機とした古代史ブームに触発されたのがあったのが執筆の動機だった。
1976年に『歴史と人物』編集長に勧められて、壬申の乱での大海人皇子（天武天皇）と大友皇子（弘文天皇）の争いを題材にした『天の川の太陽』を連載する。続いて推古天皇が即位するまでの蘇我馬子と物部守屋の闘争の時代を描く『紅蓮の女王』を『黒岩重吾長編小説全集』月報に連載し、こちらが先に完結して刊行された。その後大化の改新前夜の時代を舞台に蘇我入鹿を主人公にし『落日の皇子』を執筆。『日と影の王子』では聖徳太子の生涯、『天翔る白日』は天武朝期における大津皇子の悲劇的な生涯を描いている。これらは、『日本書紀』『古事記』を独自に読解し、また舞台となった土地にも取材し、時に通説と異なる独自の歴史解釈や想像も盛り込んでいる。
『天の川の太陽』については「激動期に生きた人間の物語」「大海人皇子に仕えた舎人達も主人公といって良い」と自身で語っている。『弓削道鏡』では、『続日本紀』などをもとに道鏡の栄達への道のりと孝謙天皇との関係を描き、「ひとりの無位の青年が、ふつうなら手のとどきようもない女性と愛恋におちる。その過程と結末を描く純愛物語です」と語った。
これらの執筆の方法について「私なりに勉強してきた二十数年の知識を土台に、時にイマジネーションを駆使して推理し、分析するということです。そうでなければ作家である私が古代史の謎に取り組む意味がない」、及び「やはり人物に対する人間的な共感ですね。それが湧いてこなかったら、いくら歴史的に見て面白い題材でも、事件や人物に関するイメージがはっきりしてこない」「滅びるのがわかってて、大きな流れの中で自分なりに必死に抵抗している姿というか、生きざまの方を僕は書きたいですね」と述べている。『日と影の王子』終章では、作者独自の見解として厩戸王子が十七条憲法を作ったかどうか、大王の地位に就いたが蘇我入鹿の圧力で政治から身を引いたのではないかといった自説も述べたのに続いて、歴史に関するエッセイで様々な説を述べ、1991年に見瀬丸山古墳の内部が撮影された際には、「私の推古女帝観がが根底から揺らぐような事実が判明した。」と、自説の見直しもしている。また古代史ブームについては、高度成長期を過ぎた日本での「時代の流れの中で生まれた日本人の血と日本民族特有の知的欲求の産物」とも述べている。これら古代史小説は、古代の中国や朝鮮半島の情勢の影響を考慮した独特の歴史解釈と、現代小説とも共通する人間分析が特徴となっている。
1980年に『天の川の太陽』で吉川英治文学賞を受賞、1992年には一連の古代歴史ロマンにより菊池寛賞を、「古代に材をとり巷説伝承を越えて、雄大な構想と艶やかな情感で、時代に光芒を放つ新しい人間像を創出した一連の歴史ロマンに対して」として受賞している。他の代表的な作品に『白鳥の王子ヤマトタケル』などがある。1984年から直木賞選考委員。奈良文学賞選考委員も務めた。
自伝的小説として、宇陀中学時代を振り返る「春の傷」（1993年）、流行作家時代に趣味のクルーザーで釣りをしながら様々な想念に耽る「ボート物語」（1992年）、長年交流があるノンフィクションライターで長編小説『廃虚の唇』『詐欺師の旅』の題材を得たともいうS氏についての「霧の跫音」（1993年）、「霧の顔」（1993年）、86歳で亡くなった母の死を振り返る「或る戦士」（1991年）、「脳死の残映」（1994年）なども執筆した。
2003年、肝不全により死去。死後に書斎から、入院中に完成させた『闇の左大臣 石上朝臣麻呂』の連載最終回の原稿が発見され、陳舜臣、田辺聖子、津本陽、北方謙三の追悼文とともに掲載された。

## 人物
- 1970年代からクルーザーによる遊泳、釣りを趣味としていたが、1994年に紀淡海峡沖で貨物船との衝突事故により命を落としかけたのを機に、クルーザーはやめた[3]。
- 人物評として、水上勉「文壇のどの徒党にも属さない一匹狼」、瀬戸内晴美「きゃしゃで繊細で、どこか痛々しい感じのする外貌をもつが、実はタフでねばり強く、けんかに強く、女にも強いスーパーマンである。しかし神経だけは外貌のごとく繊細である」がある[11]。
- 大阪で生まれ育ったが、東京出身の母の影響で大阪弁よりは標準語に近い喋り方と言われた。
- 弟は1969年に黒岩竜太のペンネームでオール讀物新人賞入選するが、数作を発表後に小説から離れた。
- 妻黒岩秀子による自伝的エッセイとして『女房の狸寝入り』（集英社 2000年）がある。
- 弟子に難波利三がおり、難波が『てんのじ村』で第91回直木賞候補となった際、連城三紀彦の単独受賞でもおかしくなかったところを黒岩が猛烈に後押しして難波の同時受賞を実現した[22]。

## 受賞歴
- 1958年 - 第54回サンデー毎日大衆文芸賞。
- 1960年 - 『背徳のメス』で第44回直木賞。
- 1980年 - 『天の川の太陽』で第14回吉川英治文学賞。
- 1991年 - 紫綬褒章。
- 1992年 - 第40回菊池寛賞。

## 作品リスト

### 1960年代
- 『休日の断崖』浪速書房 のち春陽文庫 1960年 角川文庫、新潮文庫、広済堂文庫
- 『背徳のメス』中央公論社 1960年  のち新潮文庫、講談社文庫、角川文庫、中公文庫
- 『相場師』東方社 1960年 （短編集）「賭博の街」春陽文庫
- 『青い火花』東方社 1961年 「生きた造花」春陽文庫
- 『腐った太陽』浪速書房 1961年 のち春陽文庫、角川文庫、ケイブンシャ文庫
- 『飛田ホテル』講談社 1961年（短編集、表題作『別冊文藝春秋』1961年4月号など） のち角川文庫、「墓地の俳優」東方社
- 『落日の群像』新潮社 1961年（短編集） のち講談社文庫
- 『強迫者』中央公論社 1962年, 改題『死火山の肌』角川文庫
- 『真昼の罠』新潮社(ポケット・ライブラリ) 1962年（『週刊新潮』1961年7月-1962年1月）のち文庫
- 『脂のしたたり』講談社 1962年（『週刊現代』1961年4月-1962年3月） のち角川文庫、広済堂文庫
- 『肌は死なない』文藝春秋新社(ポケット文春) 1962年（『オール讀物』1962年2-6月）
- 『影を燃やせ』講談社 1962年（『講談倶楽部』1961年8月-1962年8月）のち文庫
- 『深夜の競走』角川書店 1962年
- 『天の踊り』文藝春秋新社 1962年（『大阪新聞』1961年9月-1962年5月）のち春陽文庫、角川文庫
- 『どぼらや人生』集英社 1963年（エッセイ集）のち講談社文庫
- 『法王の牙』中央公論社 1963年
- 『鎖と歯』文藝春秋新社(ポケット文春) 1963年 のち角川文庫
- 『洞の花』講談社 1963年
- 『廃虚の唇』光文社(カッパ・ノベルス) 1963年（『週刊読売』1962年4月-1963年4月）のち角川文庫
- 『女の小箱』光文社(カッパ・ノベルス) 1963年（地方紙 1962年2月-1963年1月）のち文春文庫
- 『象牙の穴』新潮社 1963年（『小説新潮』1963年1-12月） のち角川文庫、新潮文庫
- 『虹の十字架』集英社 1963年
- 『愛の装飾』講談社 1963年（『週刊女性』1963年1-9月）のち角川文庫、講談社文庫
- 『太陽を這う』講談社 1964年（『週刊現代』1963年1-11月） のち文庫
- 『夜の聖書』集英社 1964年（『女性セブン』1963年12月-1964年8月） のち文庫
- 『翳りある微笑』集英社 1964年（『マドモアゼル』1963年10月-1964年5月） のち文春文庫
- 『隠花の露』中央公論社 1964年
- 『女予言者』東方社 1964年, 改題『沼の宿』角川文庫
- 『花を喰う虫』新潮社 1965年 のち角川文庫
- 『太陽の素顔』集英社 1965年（『週刊明星』1964年11-1965年10月） のち文庫
- 『昼と夜の巡礼』講談社 1965年（『日本』1964年1-12月） のち角川文庫、中公文庫
- 『飾られた穴』文藝春秋新社(ポケット文春) 1965年（『オール讀物』1965年1-4月） のち文庫
- 『花を喰う虫』新潮社 1965年 （『週刊新潮』1964年1-11月） のち角川文庫
- 『同伴者』講談社 1965年
- 『西成山王ホテル』講談社 1965年（『小説現代』1968年3月-1969年2月号） のち角川文庫
- 『夜間飛行』光文社(カッパ・ノベルス)1965年（『女性自身』1964年8月-1965年5月） のち文春文庫
- 『裸の背徳者』文藝春秋新社 1965年（『別冊文藝春秋』1965年7月） のち文庫
- 『深海パーティ』文藝春秋新社(ポケット文春) 1966年（『漫画読本』1965年1-4月）のち集英社文庫
- 『人形の足跡』東方社 1966年, 改題『機械の野望』角川文庫
- 『沼の花影』光文社(カッパ・ノベルス) 1966年
- 『炎は若い』文藝春秋(ポケット文春) 1966年（『週刊女性』1965年7月-1966年4月）のち文庫
- 『影の旅行者』文藝春秋(ポケット文春)　1966年（『週刊文春』1965年5月-1966年5月）
- 『花と骨群』講談社 1966年 のち文庫
- 『昼下りの階段』講談社 1966年（『週刊現代』1965年1-12月） のち角川文庫
- 『女の熱帯』新潮社 1966年（『婦人生活』1965年1-12月） のち角川文庫
- 『肌と金』サンケイ新聞出版局 1967年（『週刊サンケイ』1966年1-11月） のち角川文庫
- 『闇の航跡』光文社(カッパ・ノベルス)1967年（『宝石』1966年4-7月） のち集英社文庫、ケイブンシャ文庫
- 『煮えた欲情』講談社(ロマン・ブックス)1967年 「砂の巣」文庫
- 『背信の炎』講談社(ロマン・ブックス) 1967年　のち角川文庫
- 『女の氷河』光文社(カッパ・ノベルス) 1967年（地方紙1965年9月-1966年7月）のち集英社文庫
- 『飢えた渦』集英社 1967年（『週刊明星』1966年7月-1967年9月） のち文庫
- 『墓標との契約』東方社 1967年, 改題『木枯しの女』角川文庫
- 『夕陽ホテル』新潮社 1967年 のち集英社文庫、ケイブンシャ文庫
- 『花園への咆哮』毎日新聞社 1967年（『サンデー毎日』1966年7月-1967年7月） のち角川文庫
- 『心斎橋幻想』講談社(ロマン・ブックス) 1967年　のち文庫
- 『病葉の踊り』講談社(ロマン・ブックス) 1967年　のち文庫
- 『一日未亡人』講談社(ロマン・ブックス) 1967年　のち文庫
- 『鼓笛隊』（「小説新潮」に発表） 1967年[23]
- 『幻との契約』文藝春秋 1968年
- 『衣裳に棲む虫』文藝春秋(ポケット文春) 1968年（『週刊文春』1967年10月-1968年7月）のち講談社文庫
- 『幻の広告』春陽文庫　1968年, 改題『水の中の砂漠』角川文庫
- 『紅ある流星』講談社 1968年（『ヤングレディ』1966年4月-1967年3月） のち集英社文庫、ケイブンシャ文庫
- 『造花の値段』東方社 1968年 のち角川文庫
- 『処女受胎』東方社 1968年（短編集、表題作『小説新潮』1964年9月号など） のち角川文庫
- 『孤猿の途』講談社 1968年（『小説現代』1966年7-8月） のち中公文庫
- 『別居夫人』東方社 1968年, 改題『ガラスの庭』角川文庫
- 『乾いた湖底』講談社 1968年
- 『朝を待つ女』春陽文庫　1968年 のち講談社文庫
- 『人間を売る』講談社 1968年（『週刊現代』1967年1月-1968年1月） のち文庫
- 『神の爪跡』文藝春秋 1968年
- 『人間の宿舎』文藝春秋 1969年（『別冊文藝春秋』1969年1月） のち文庫
- 『夜の駐車場』サンケイ新聞社出版局 1969年（『週刊サンケイ』1968年3月-1969年2月） のち角川文庫
- 『汚れた巣』講談社 1969年
- 『陥没の季節』文藝春秋 1969年
- 『闇を走れ』集英社 1969年（『週刊プレイボーイ』1968年1-12月） のち文庫
- 『夜のない日々 横断歩道』新潮社 1969年（『週刊新潮』1968年1-12月） のち角川文庫
- 『花と獣の間』集英社 1969年, 改題『青ざめた装飾』角川文庫
- 『夜の波』桃源社(ポピュラー・ブックス)　1969年（短編集）
- 『星と蛇の像』桃源社(ポピュラー・ブックス)　1969年
- 『夜の水藻』講談社 1969年

### 1970年代
- 『砂漠の太陽』報知新聞社 1970年 のち集英社文庫
- 『氷った果実』（短編集）桃源社(ポピュラー・ブックス) 1970年　のち角川文庫 1989年
  - 匂わない女
  - セールスマン消ゆ
  - 煙と炎の底
  - 黒い鳥
  - 鼓笛隊
  - 赤い肉は固い
  - 優しい男（『週刊文春』昭37年5月）
  - 氷った果実
- 『男の市場』講談社 1970（『週刊現代』1969年7月-1970年7月） のち文庫
- 『人間の鎖』学習研究社 1970年 のち角川文庫
- 『幻花の牙』桃源社(ポピュラー・ブックス) 1970年　のち角川文庫
- 『蒼ざめた虹』新潮社 1970年、改題『夜の光芒』角川文庫
- 『男蔦』講談社 1970年 「夜の水藻」講談社文庫
- 『双頭の蛇』集英社 1970年
- 『詐欺師の旅』光文社(カッパ・ノベルス) 1970年（『小説宝石』1969年4月-1970年2月）のち角川文庫
- 『女の樹林』サンケイ新聞社出版局 1970年 のち角川文庫
- 『涙谷の蘚苔植物』講談社 1971年
- 『花汁の囁き』文藝春秋 1971年
- 『華やかな亀裂』文藝春秋(ポケット文春) 1971年（『週刊女性』1970年1月-1971年1月）のち文庫
- 『背徳の伝道者』中央公論社 1971年 のち文庫
- 『夜の挨拶』集英社 1971年（『週刊プレイボーイ』1970年1月-1971年9月） のち文庫
- 『巨大な墓標』サンケイ新聞社出版局 1971年（『週刊サンケイ』1970年1-12月） のち角川文庫
- 『夜の防波堤』桃源社(ポピュラー・ブックス) 1971年　のち角川文庫
- 『花壇の孤愁』桃源社(ポピュラー・ブックス)　1972年
- 『砂を這う蔦』新潮社 1972年（『小説新潮』1972年4-6月） のち講談社文庫
- 『大いなる変身』サンケイ新聞社出版局 1972年（『週刊サンケイ』1971年7月-1972年9月） のち角川文庫
- 『ガラスの橋』講談社 1972年
- 『場外の王者』集英社 1972年（『週刊ポスト』1971年1-12月） のち角川文庫
- 『黒い巡礼』文藝春秋 1972年, 改題『幻想花』角川文庫
- 『闇の肌』光文社 1972年（『小説宝石』1971年6月-1972年10月）
- 『消えない影』サンケイ新聞社出版局 1973年
- 『罠の冠』集英社 1973年
- 『影に棲む蛇』実業之日本社 1973年（『週刊小説』1972年2月-1973年3月） のち集英社文庫
- 『女の太陽』集英社 1973-75年 のち文庫
- 『幻の漂泊詩人』桃源社 1973年, 改題『人形の部屋』角川文庫
- 『さ迷える占師』桃源社 1973年, 改題『夜の波』角川文庫
- 『蒼ざめた蜃気楼』講談社 1973年, 改題『濁流の花』角川文庫
- 『果てしない影』文藝春秋 1973年（『週刊言論』1972年1-11月） のち文庫
- 『西成海道ホテル』講談社 1974年（『小説現代』1973年5月-1974年1月） のち文庫
- 『カオスの星屑』文藝春秋 1974年（書き下ろし） のち文庫
- 『影の旅行者』文藝春秋 1974年 のち文庫
- 『白夜の花』中央公論社 1974年
- 『ビハインド・ハードロック』中央公論社 1975年 のち角川文庫
- 『西成涙通りに舞う』講談社年 1975 のち文庫
- 『どかんたれ人生』毎日新聞社 1975年 （エッセイ集）（『サンデー毎日』1974年1-12月） のち集英社文庫
- 『我が炎死なず』いんなあとりっぷ社 1975年（『いんなあとりっぷ』1973年3月-1975年5月） のち講談社文庫
- 『女の宴』新潮社 1975年（『小説新潮』1974年1-12月） のち角川文庫
- 『肌は死なない』文藝春秋 1975年 のち文庫
- 『幻への疾走』実業之日本社 1975年（『週刊小説』1974年1月-1975年8月） のち集英社文庫
- 『石に咲く花』光文社(カッパ・ノベルス) 1975年　のち文庫
- 『夜なき亀裂』角川書店 1976年（『野性時代』1975年5月-1976年3月） のち文庫
- 『茜雲の渦』光文社(カッパ・ノベルス) 1976年 （『小説宝石』1975年1月-1976年1月） のち集英社文庫
- 『斑点のある唄』講談社 1976年
- 『アムスのじゃが芋』集英社 1976年
- 『西成十字架通り』毎日新聞社 1976年（『小説サンデー毎日』1976年4-11月） のち角川文庫
- 『ガラスの棺』桃源社 1977年, 改題『朽ちたホテル』角川文庫
- 『機械の野望』桃源社 (ポピュラー・ブックス)　1977年
- 『古狼の賦』桃源社 (ポピュラー・ブックス)　1977年
- 『さらば星座』集英社 1977-89年 のち文庫
  - 濁流の巻（『週刊ポスト』1975年11月-1977年10月）
  - 波濤の巻（『週刊ポスト』1977年10月-1979年9月）
  - 奔流の巻（『週刊ポスト』1981年8月-）
- 『終着駅の女』集英社 1977年（短編集） のち文庫
- 『夜の遺書』青樹社 1977年 のち角川文庫
- 『夜の突風』桃源社(ポピュラー・ブックス) 1977年
- 『訣別の時』新潮社 1977年（書き下ろし） のち講談社文庫
- 『贅沢な被葬者』光文社(カッパ・ノベルス) 1977年 のち文庫
- 『サンマルタン運河』桃源社(ポピュラー・ブックス) 1978年
- 『薄暮の笛』桃源社(ポピュラー・ブックス) 1978年
- 『幻の歩道橋』青樹社 1978年 「開かない花」講談社文庫
- 『黒い雪』中央公論社 1978年（短編集） のち文庫
- 『モンマルトルの陽と風』文藝春秋 1978年 のち文庫
- 『されど吾あり(わが人生観)』大和書房 1978年
- 『翳りある座席』実業之日本社 1978年（『週刊小説』1977年1月-1978年6月） のち集英社文庫
- 『黒いレンズ』中央公論社 1979年（短編集） のち文庫

### 1980年代
- 『飛田残月』中央公論社 1980年 のち文庫
- 『霧の中の異邦人』文藝春秋 1980年 のち文庫
- 『夜の湖』集英社 1981年 のち文庫
- 『霧の鎖』毎日新聞社 1981年（『サンデー毎日』1979年6月-1981年9月） のち文春文庫
- 『旅人宿 エッセイ集』実業之日本社 1982年（『週刊小説』1980年1月-1981年12月）
- 『とうがらしの夢 重吾放談』講談社 1982年（エッセイ集、『日刊ゲンダイ』1981年11月17日-1982年5月1日）
- 『現代家族』中央公論社 1983年（『中央公論』1981年1月-） のち文庫
- 『明日なき巡礼たち』講談社ノベルス 1983年 のち文庫
- 『真昼の闇』角川書店 1984年
- 『雲の鎖』集英社 1984年 のち文庫
- 『残雪の門』朝日新聞社 1985年 のち文春文庫
- 『潮の墓標』講談社 1986年 のち文庫

### 1990年代以後
- 『顔のない扉』ベストセラーズ 1990年 のち角川文庫
- 『廃墟と残月』1990年 角川書店（角川文庫オリジナル短編集）
- 『波の虹』悠思社 1992年 のち角川文庫
- 『木枯しの手帳』講談社 1994年（短編集） のち文庫
- 『生きてきた道 私の履歴書』集英社 1997年
- 『雨毒』1998年、講談社 のち文庫
- 『落日はぬばたまに燃えゆ』1999年、集英社 のち文庫
- 『闇からの声』文藝春秋 2001年
- 『人に定めなし』角川書店 2003年 のち文庫（エッセイ集）
- 『黒岩重吾のどかんたれ人生塾』集英社 2003年 のち文庫（『週刊ヤングジャンプ』連載）
- 『とっておきの手紙』たちばな出版 2004年

### 古代史小説・評論
- 『紅蓮の女王 小説推古女帝』光文社 1978年（『黒岩重吾長編小説全集』月報 1976年11月-）のち中公文庫
- 『天の川の太陽』（壬申の乱）中央公論社 1979年（『歴史と人物』1976年1月-1979年6月）のち文庫
- 『落日の王子 蘇我入鹿』文藝春秋 1982年（『別冊文藝春秋』1980年7月-1981年12月）のち文庫
- 『古代史の迷路を歩く』中央公論社 1982年（エッセイ、『歴史と人物』1980年1月-） のち文庫
- 『天翔ける白日 小説大津皇子』中央公論社 1983年 のち文庫
- 『古代史の謎を探る』大和書房 1986年（エッセイ）
- 『聖徳太子 日と影の王子』文藝春秋 1987年（『日本経済新聞』夕刊 1985年9月4日-1986年12月27日） のち文庫
- 『古代史への旅』講談社 1988年（エッセイ）
- 『北風に起つ 継体戦争と蘇我稲目』中央公論社 1988年 のち文庫
- 『剣は湖都に燃ゆ 壬申の乱秘話』文藝春秋 1990年（短編集） のち文庫
- 『白鳥の王子 ヤマトタケル』角川書店 1990年 - 2000年 のち文庫
- 『謎の古代女性たち』中央公論社 1991年（エッセイ、『別冊婦人公論』1989年春号-1991年冬号） のち文庫
- 『古代浪漫紀行 邪馬台国から大和王権への道』勁文社 1991年（エッセイ） のち講談社文庫、「古代史を読み直す」PHP文庫
- 『茜に燃ゆ 小説額田王』中央公論社 1992年 のち文庫
- 『弓削道鏡』文藝春秋 1992年 のち文庫
- 『磐舟の光芒 物部守屋と蘇我馬子』講談社 1993年
- 『古代日本への探険』PHP研究所 1993年（エッセイ）「古代史の真相」PHP文庫
- 『影刀 壬申の乱ロマン』文藝春秋 1994年（短編集） のち文庫
- 『斑鳩王の慟哭』（山背大兄王）中央公論社 1995年（『小説中公』1993年1月-1995年1月）のち文庫
- 『鬼道の女王 卑弥呼』文藝春秋 1996年 のち文庫
- 『東征伝』（ヤマトタケル）角川書店 1997年
- 『天風の彩王 藤原不比等』講談社 1997年 のち文庫
- 『謎が謎を呼ぶ古代を解く』PHP研究所 1999年 「古代史を解く九つの謎」文庫
- 『女龍王神功皇后』1999年、新潮社 のち文庫
- 『斑鳩宮始末記』文藝春秋 2000年 のち文庫
- 『「日出づる処の天子」は謀略か 東アジアと聖徳太子』集英社新書 2000年
- 『中大兄皇子伝』講談社 2001年 のち文庫
- 『ワカタケル大王』文藝春秋 2002年、のち文庫
- 『子麻呂が奔る』文藝春秋 2002年 のち文庫 ※「斑鳩宮始末記」続編
- 『役小角仙道剣』新潮社 2003年 のち文庫
- 『闇の左大臣 石上朝臣麻呂』集英社 2003年（『小説すばる』2001年7月号-2003年5月号） のち文庫

### 共編著
- 日本の名随筆 夜 作品社、1988
- 藤ノ木古墳と六世紀 被葬者は誰か 大和岩雄共著 大和書房 1989.2
- 藤ノ木古墳の主は誰か 黒岩重吾推理ドキュメント NHK取材班 日本放送出版協会 1989.5
- 卑弥呼と邪馬台国 大和岩雄共著 大和書房 1992.12
- 邪馬台国の時代 大和岩雄共著 大和書房 1997.9

### 作品集
- 『黒岩重吾傑作シリーズ』全7巻 講談社 1965-1966
- 『黒岩重吾全集』全18巻 講談社 1967-1968
- 『黒岩重吾傑作集成』全18巻 桃源社 1973-1974
- 『黒岩重吾長編小説全集』全20巻 光文社 1976-1978

## 原作作品

### ドラマ化作品
黒岩重吾シリーズ（関西テレビ）
休日の断崖（1961年9月5日 - 11月28日）
脂のしたたり（1961年12月5日 - 1962年2月27日）
※いずれも主演は天知茂。
廃虚の唇
1964年4月2日 - 9月24日、NETテレビ
出演：天知茂、高城丈二、上月左知子
夜間飛行
1965年9月20日 - 12月31日、日本テレビ
出演：市川靖子、葉山良二、松本克平、香月美奈子
女の小箱
1975年10月2日 - 1976年1月1日、よみうりテレビ
出演：小川真由美、児玉清、滝田裕介、市原悦子、野際陽子
黒岩重吾シリーズ（毎日放送）
女の樹林（1979年10月6日 - 11月17日）
水の中の砂漠（1979年11月24日 - 12月29日）
裂けた星（1980年1月5日、1月12日）
愛の装飾（1980年1月19日 - 2月23日）
女の熱帯（1980年3月1日 - 3月29日）
出演：いしだあゆみ、村井国夫、江波杏子、高橋幸治
水曜ドラマスペシャル 夏の特選サスペンス(4)「詐欺師の旅」
1986年8月27日21:02-22:54、TBS系
演出：中村瑞貴、脚本：松木ひろし、田口耕三
出演：石立鉄男（悟郎）、春川ますみ、左とん平、二宮さよ子、殿山泰司（伝太郎）、松本ちえこ（久子）、ケーシー高峰、松岡ふたみ（菊江）、にしきのあきら（高田）

### 映画化作品
背徳のメス
1961年、松竹
監督：野村芳太郎、脚本：新藤兼人、撮影：川又昴、音楽：芥川也寸志
出演：田村高廣（植秀人）、高千穂ひづる（加納伊津子）、瞳麗子（有吉妙子）、久我美子（佐藤信子）、松井康子（大場綾子）、葵京子（葉月景子）、山村聡（西沢直之）、加藤嘉（林院長）、城所英夫（安井）、倉田爽平（斎賀）
真昼の罠
1962年、大映
監督：富本壮吉、脚本：高岩肇、撮影：小原譲治
出演：田宮二郎（藤悟）、叶順子（霞尚子）、高松英郎（夕崎部長）、村上不二夫（見山課長）、弓恵子（遠山恵美子）、角梨枝子（赤塚弥生）、渋沢詩子（守屋那須江）、小沢栄太郎（霞雄介）、中条静夫（田所警部）、夏木章（大木部長刑事）、高村栄一（大賀社長）、伊東光一（堂本常務）、星ひかる（園田）、緋桜陽子（絹代）
「女の小箱」より 夫が見た
1964年、大映
原作：女の小箱
監督：増村保造、脚本：高岩肇・野上龍雄、音楽：山内正
出演：若尾文子（川代那美子）、川崎敬三（川代誠造）、田宮二郎（石塚健一郎）、岸田今日子（西条洋子）、江波杏子（青山エミ）、千波丈太郎（吉野元男）、町田博子（津村光枝）、小沢栄太郎（大曽根大作）
花を喰う蟲
1967年、日活
監督：西村昭五郎、脚本：中島丈博、撮影：安藤庄平
出演：二谷英明（香本雅樹）、太地喜和子（青木奈美）、郷鍈治（陸宗夫）、花ノ本寿（五井裕一）、月丘千秋（高富絹子）、梶芽衣子（斎村妙子）、小高雄二（白井）、清水将夫（五井惣一）、富田仲次郎（斎村唯夫）、浜村純（佐伯）、深江章喜（花守）、飯沼慧（沖本）

## その他

### ドキュメンタリー
- 名作をポケットに 司馬遼太郎 梟（ふくろう）の城（2002年、NHK BS）-　案内役[24]